# جاك يونغ
جاك يونغ (بالإنجليزية: Jack Young)‏ (1 يناير 1895 في المملكة المتحدة - 1 يناير 1952) هو لاعب كرة قدم بريطاني (وحمل سابقاً جنسية المملكة المتحدة لبريطانيا العظمى وأيرلندا) في مركز الظهير. لعب مع كوينز بارك رينجرز ونادي ساوثيند يونايتد ووست هام يونايتد.